# Paratullbergia macdougalli
Paratullbergia macdougalli är en urinsektsart som beskrevs av Bagnall 1936. Paratullbergia macdougalli ingår i släktet Paratullbergia, och familjen blekhoppstjärtar. Arten är reproducerande i Sverige.